# 乔保克
乔保克，是匈牙利维斯普雷姆州所辖的一个村，总面积23.98平方公里，总人口1588，人口密度66.2人/平方公里（2010年1月1日）。

## 友好城市
- 羅馬尼亞索瓦塔
- 波蘭梅希萊尼采
- 義大利奥尔托韦罗